# Martin Rechsteiner
Pour les articles homonymes, voir Rechsteiner.
Martin Rechsteiner, né le 15 février 1989 à Altstätten en Suisse, est un footballeur international liechtensteinois évoluant au poste de défenseur central ou d'arrière droit.

## Carrière

### Palmarès
- Vainqueur de la Coupe du Liechtenstein : 2010.